# Contea di Pontotoc (Mississippi)
La contea di Pontotoc ( in inglese Pontotoc County ) è una contea dello Stato del Mississippi, negli Stati Uniti. La popolazione al censimento del 2000 era di 26 726 abitanti. Il capoluogo di contea è Pontotoc.